# Newport News Shipbuilding

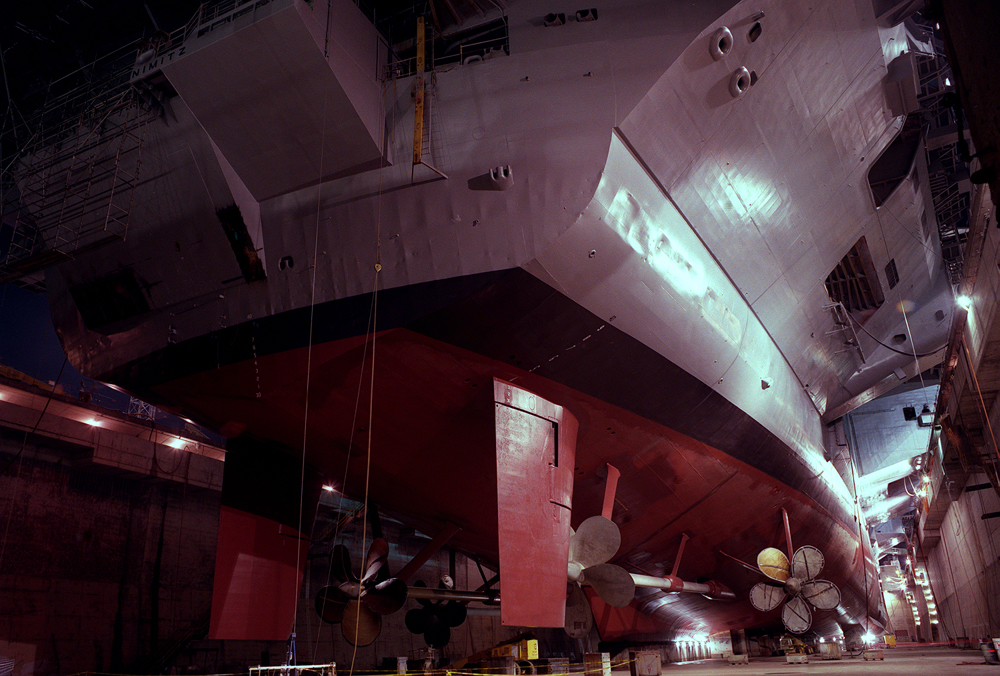
Der Flugzeugträger Nimitz im Trockendock von Newport News Shipbuilding

Die Newport News Shipbuilding and Drydock Company (NNS) war bis zur Übernahme durch den Rüstungskonzern Northrop Grumman am 7. November 2001 die größte eigenständige Schiffswerft in den Vereinigten Staaten. Die Schiffbausparte von Northrop Grumman wurde wiederum 2011 in eine rechtlich eigenständige Gesellschaft, Huntington Ingalls Industries, ausgegliedert.
Die Werft befindet sich in Newport News, Virginia, in der Nähe des Marinestützpunkts von Norfolk (Norfolk Naval Base). Sie konzentriert sich in den letzten Jahren auf den Bau von Flugzeugträgern und U-Booten. Die George H. W. Bush ist der 30. Flugzeugträger, der in der 1886 gegründeten Schiffswerft gebaut wurde. Sie ist die einzige Werft, die in der Lage ist, Flugzeugträger in der Größe der Nimitz-Klasse zu bauen.

## Geschichte
In den 1880er Jahren baute Collis P. Huntington eine Eisenbahnstrecke, um Kohle aus dem Flusstal des Ohio River nach Newport News zu transportieren. 1886 gründete er die Werft von Newport News, die 1891 ihr erstes Schiff auslieferte, einen Schlepper mit dem Namen Dorothy. Bis 1897 wurden drei Kriegsschiffe für die United States Navy gebaut. Ab 1907 entstanden auf der Werft sechs neuzeitliche Schlachtschiffe nach dem Vorbild der britischen Dreadnought.
Von 1918 bis 1920 wurden 25 Zerstörer gebaut. Nach dem Ersten Weltkrieg begann Newport News Shipbuilding mit der Fertigung des ersten Flugzeugträgers, der von Grund auf neu gebaut wurde. Die Ranger wurde 1934 ausgeliefert. Danach entstanden zwei weitere Flugzeugträger, die Yorktown und die Enterprise, die durch ihren Einsatz in der Schlacht um Midway bekannt wurden. Außerdem baute die Werft zwischen den Kriegen Tankschiffe für US-Ölkonzerne. 1940 kam die Schiffswerft an die Börse.
Während des Zweiten Weltkriegs arbeiteten 31.000 Personen an Schiffen für die US-Marine. In einer eigens eingerichteten Notfall-Werft wurden während des Kriegs 239 Liberty-Frachter gebaut. Das waren langsame, aber günstig und schnell zu bauende Frachtschiffe, mit denen die Schiffsverluste in der Atlantikschlacht mehr als wettgemacht wurden. Nach dem Krieg fertigte die Werft die weltweit größten Flugzeugträger, die Midway (1945) und die Coral Sea (1947). 1952 folgte das Passagierschiff United States, das im Jahr 2008 immer noch das 1952 errungene Blaue Band für die schnellste Atlantik-Überquerung in westlicher Richtung hielt.
Gemeinsam mit Westinghouse und der US-Marine entwickelte der Schiffbauer 1954 einen Prototyp eines Kernreaktors für den Antrieb von Flugzeugträgern. Das führte zur Entstehung des ersten Trägers mit Nuklear-Antrieb (Enterprise), der 1960 fertiggestellt wurde. Bereits 1959 verließ das erste U-Boot mit Nuklear-Antrieb und das erste U-Boot mit ballistischen Raketen die Schiffswerft. 1968 fusionierte Newport News Shipbuilding mit Tenneco, und zwei Jahre später wurde der nördliche Teil der Werft umgebaut und das Trockendock 12 für den Bau von größeren Schiffen vorbereitet. Die zwei größten Tanker der westlichen Hemisphäre wurden hier gebaut, bevor die Ölkrise das Unternehmen in wirtschaftliche Schwierigkeiten brachte.
Doch Aufträge der US-Marine ließen den Umsatz 1981 auf 1 Milliarde US-Dollar steigen. Erfolgreiche Schiffstypen wie die U-Boote der Los-Angeles-Klasse und die Flugzeugträger der Nimitz-Klasse wurden seitdem hier gebaut. Nach dem Ende des Kalten Krieges reduzierte die US-Regierung die Ausgaben für das Militär. Newport News Shipbuilding wurde 1996 wieder eine eigenständige Firma, deren Aktien erneut an der Börse gehandelt wurden, und konzentrierte sich auf den Bau von Flugzeugträgern und U-Booten. 2001 wurde die Firma vom Rüstungskonzern Northrop Grumman übernommen. Die Gerald R. Ford, der erste Flugzeugträger der Gerald-R.-Ford-Klasse, befand sich von 2009 bis 2013 im Trockendock der Werft, bis Mai 2017 im Bau. Sie ersetzte 2017 die Enterprise.

## Trockendock 12
Das Dry Dock 12 ist das größte Trockendock in den USA. Es ist 670 Meter lang und kann in zwei wasserdichte Bereiche getrennt werden. Das Fundament ruht auf einer Pfahlkonstruktion, die gut 100 Meter tief im Boden verankert ist. Der Boden aus Beton ist extrem dick, um durch sein Gewicht ein Aufschwimmen zu verhindern. Der Portalkran des Docks kann 1050 Tonnen heben. Er wurde 1975 von Krupp Krantechnik Wilhelmshaven als 900-t-Kran gebaut. Im Zug einer umfassenden Modernisierung in den 2000er Jahren konnte die Traglast auf 3 × 350 t erhöht werden. Aufgrund der Gezeiten der Chesapeake Bay an der Mündung des James River kann das Dock maximal um 10 Meter geflutet werden. Dadurch werden die Flugzeugträger mit größerem Tiefgang in dem Trockendock nur so weit wie nötig gebaut. Die Endmontage erfolgt außerhalb des Trockendocks.